# La Part des anges (film)
Pour les articles homonymes, voir La Part des anges.
Pour plus de détails, voir Fiche technique et Distribution.
La Part des anges (The Angels' Share) est un film écossais réalisé par Ken Loach, sorti en 2012. Il a obtenu le Prix du Jury au Festival de Cannes 2012.
Cinéaste social plutôt spécialisé dans le drame, Ken Loach provoque ici la surprise en optant pour la comédie. Il montre les efforts d'un jeune Écossais violent, récemment devenu père, cherchant à s'insérer dans le jeu social. Le chemin de la rédemption passe curieusement par la découverte des grands whiskies.
L'expression « la part des anges » désigne le volume d'alcool qui s'évapore durant le vieillissement en fût.

## Synopsis
Robbie a fait un long séjour en centre de rééducation pour avoir sauvagement agressé, sous cocaïne, un jeune homme qui en est resté infirme et dont la vie est désormais brisée. Robbie a de nouveau affaire à la justice : il est traduit devant le tribunal pour avoir « démoli » trois brutes qui l'avaient attaqué. Puisque Robbie va bientôt être père et que sa petite amie exerce une bonne influence sur lui, le juge se montre indulgent : il ne le condamne qu'à des travaux d'intérêt général.
Mais, dans sa banlieue glauque de Glasgow, Robbie est cerné par la violence. Il est affligé d'une hérédité encombrante, il n'a aucune perspective de travail, son visage balafré lui ferme les portes, il squatte un taudis, son haineux beau-père le passe à tabac, trois ennemis de sa famille le coursent armés de chaîne et de batte de baseball… C'est dans ce contexte difficile que naît Luke, son fils — avec une moitié de cerveau seulement, précise la sage-femme : l'autre est à construire par les parents. Robbie aimerait bien devenir le père que Luke est en droit d'attendre. Mais comment faire ?
Aux séances de travail d'intérêt général, Robbie côtoie d'autres cabossés de la vie : Rhino, un vandale ; Albert, un effarant nigaud porté sur le Buckfast (en) ; Mo, une kleptomane irrécupérable… Leur éducateur, Harry, est un personnage débonnaire, épris de grands whiskies. Audacieux et subtil pédagogue, il mène un jour ses protégés visiter une distillerie. Cet univers est une révélation pour Robbie. Il se découvre un nez, s'entraîne assidûment à la dégustation, s'immerge dans les livres spécialisés.
Harry lui propose alors de le conduire à la conférence du célèbre Rory MacAllister, un « maître du Quaich », à Édimbourg. Albert, Rhino et Mo s'invitent. Là-bas, Robbie se fait remarquer par son talent et ses connaissances, au point qu'un collectionneur et courtier, Thaddeus, lui remet sa carte, en précisant qu'il pourrait lui faire avoir un jour un emploi de dégustateur. Pendant ce temps, Mo dérobe le plan d'une distillerie où l'on a trouvé, loin de sa distillerie d'origine, un tonnelet de Malt Mill estimé à un million de livres. Il sera vendu aux enchères sur le lieu même de la découverte. Mo cherche à convaincre ses amis de voler le tonneau. Robbie a une meilleure idée : vider le tonneau.
Pour ne pas trahir leur appartenance sociale, les quatre pieds nickelés s'habillent en Highlanders. Ayant attendri une vieille secrétaire, ils parviennent à se faire admettre dans la distillerie le jour de la présentation du whisky d'exception (la veille de la vente). Et, tandis que le maître du Quaich — et lui seul — a le privilège de goûter le précieux liquide et de fournir une appréciation, Robbie disparaît entre les tonneaux. Il se laisse enfermer dans la distillerie.
La nuit venue, il plonge un long tuyau dans le tonnelet de Malt Mill. Il en passe l'autre extrémité à ses amis par une fente d'aération. Ceux-ci procèdent au siphonnement dans quatre bouteilles de soda Irn-Bru. Soudain, les feux d'une automobile arrivant à la distillerie sèment la panique. Robbie fait disparaître toute trace de l'opération, se cache à nouveau parmi les tonneaux et assiste à une scène édifiante. Thaddeus, le courtier rencontré à Édimbourg, a droit, de la part du directeur de la distillerie, à la faveur clandestine d'une dégustation du whisky hors de prix. Thaddeus sait bien que Jim Vincent, un Américain, va s'obstiner à renchérir, et emportera le tonnelet. Aussi tente-t-il de convaincre le directeur de soustraire trois bouteilles du fabuleux produit. Son client est prêt à payer, en confiance, sans garantie d'origine. Mais le directeur n'ose franchir le pas. Il refuse. Après le départ des deux hommes, Robbie remet le tonnelet à niveau avec le premier whisky venu.
Le lendemain, c'est la vente. Les deux derniers enchérisseurs sont Thaddeus (qui communique avec un mystérieux Russe) et l'Américain. Le petit tonneau est finalement adjugé à ce dernier pour 1 150 000 livres. L'heureux homme peut, devant toute une salle au souffle suspendu, déguster son acquisition, et puis arborer une mine extasiée.
Robbie propose à Thaddeus trois bouteilles pour 200 000 livres. Il exige en plus l'emploi de dégustateur que le courtier lui a fait miroiter lors de leur première rencontre. Un rendez-vous est fixé dans un bar de Glasgow pour la transaction. Mais, à l'entrée de la ville, Albert, dans un geste malheureux, fracasse deux des quatre bouteilles. Robbie fait croire à Thaddeus qu'il ne reste qu'une bouteille. Il la lui vend pour 100 000 livres et l'emploi en sus. Il partage l'argent avec ses amis, et offre la dernière bouteille à Harry, l'éducateur qui a cru en eux. Puis il part avec sa femme et son fils rejoindre son nouvel emploi.

## Fiche technique
- Titre original : The Angels' Share
- Titre français : La Part des anges
- Réalisation : Ken Loach
- Scénario : Paul Laverty
- Décors : Fergus Clegg
- Photographie : Robbie Ryan
- Montage : Jonathan Morris
- Musique : George Fenton
- Son : Ray Beckett
- Production : Rebecca O'Brien
- Sociétés de production : Entertainment One, Sixteen Films, Why Not Productions, Wild Bunch, British Film Institute, Les Films du Fleuve, Urania Pictures[5], France 2 Cinéma, Canal+, Production Ciné +, Production Le Pacte, Production Cinéart, Production France Télévisions[6]
- Sociétés de distribution : Entertainment One (Royaume-Uni), Filmcoopi Zürich (Suisse), Le Pacte (France), Aerofilms (République tchèque), Cinéart (Pays-Bas), Sundance Selects (États-Unis), Vendette Films (Australie), Teleview International (Liban)
- Pays d'origine :  Royaume-Uni,  France,  Belgique,  Italie
- Langue originale : anglais
- Format : couleurs - 1,85:1 - Dolby Digital
- Genre : comédie dramatique
- Durée : 101 minutes
- Dates de sortie[5] :
  -  France : 22 mai 2012 (Festival de Cannes, sélection officielle), 27 juin 2012 (sortie nationale)
  -  Royaume-Uni et  Irlande :  1er juin 2012
  -  Belgique :  27 juin 2012

## Distribution
- Paul Brannigan (VF : Florent Dorin) : Robert Emmerson (Robbie)
- John Henshaw (VF : Jean-Yves Chatelais) : Harry, le superviseur amical
- Gary Maitland (VF : Luc-Antoine Diquéro) : Albert Ridley, l'ahuri
- Jasmin Riggins (VF : Juliette Allain) : Mo, la kleptomane
- William Ruane (VF : Alexandre Icovic) : Rhino
- Scott Dymond : Willy, celui qui arrive saoul aux travaux d'intérêt général
- Siobhan Reilly (VF : Pauline Brunner) : Leonie, la petite amie de Robbie
- Gilbert Martin : Matt, dit « Tête-de-nœud », le père de Leonie
- Scott Kyle : Stephen Clancy, l'ennemi héréditaire de Robbie
- James Casey : Dougie
- Roderick Cowie : Anthony, la victime de Robbie
- Lynsey Lawrie : la copine d'Anthony
- Alison MacGinnes : Alison, la mère d'Anthony
- Linsey-Anne Moffat : Grace, celle qui prête son appartement
- Charles MacLean (VF : Vincent Nemeth) : Rory MacAllister, le « maître du Quaich »
- Roger Allam : Thaddeus, collectionneur et courtier en whisky
- David Goodall : Angus Dobie, le directeur de la distillerie
- Paul Birchard : Jim Vincent, l'adjudicataire américain[5]

## Lieux de tournage

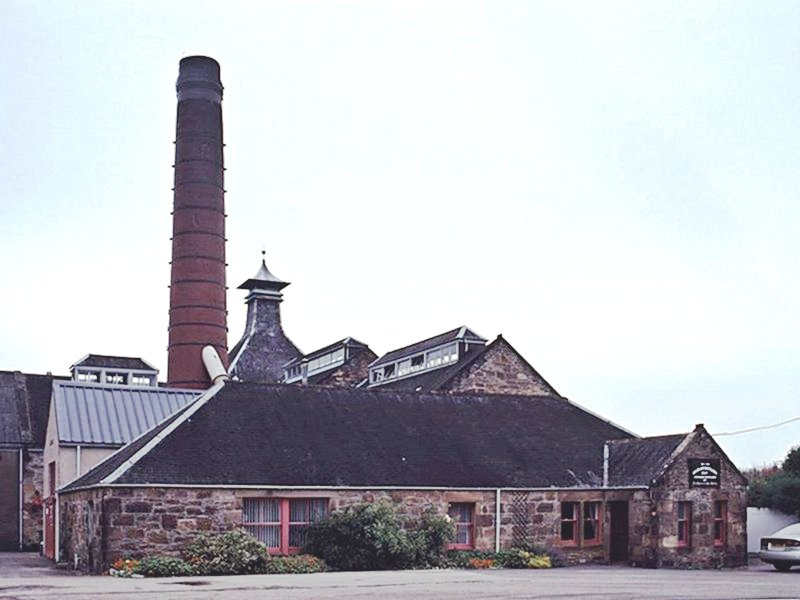
La distillerie de Balblair, où est filmée la vente.

- Le cimetière où ont lieu les travaux d'intérêt général surplombe Glasgow.
- Le squat de Robbie est dans Possilpark, un quartier de Glasgow de mauvaise réputation, en cours de réhabilitation. Ancien SDF, Paul Brannigan a pu donner des conseils sur l'agencement d'un lieu de vie de démuni : un matelas par terre, et c'est tout.
- L'extérieur de l'entreprise visitée en début de film est celui de la distillerie de Glengoyne ; tandis que les scènes d'intérieur sont tournées dans celle de Deanston.
- La distillerie où est filmée la vente est celle de Balblair, au nord de l'Écosse[7].

## Intentions du scénariste et du réalisateur
Ken Loach voit dans le chômage un moyen de pression de la classe dominante « pour discipliner les travailleurs » ; et il voit, dans la violence, l'addiction, le crime, « le résultat d'un processus volontaire ». En 2011, en Angleterre, le nombre de jeunes chômeurs dépasse la barre du million. Le scénariste Paul Laverty et le réalisateur Ken Loach décident alors de mettre en scène une génération sacrifiée, comme ils l'ont déjà fait en 2002 dans Sweet Sixteen.
Mais, ici, pas de fin tragique. Si le début baigne bien dans le réalisme désespérant qui est la marque de fabrique de Ken Loach, l'humour prend peu à peu le dessus. Paul Laverty estime que « l'humour est un des outils disponibles permettant de faire passer une situation tragique. » Pour le scénariste, « l'idée, c'était de ne pas se moquer des personnages mais de rire avec eux. » Dans ce film, les auteurs cherchent à dénoncer les stéréotypes véhiculés par les hommes politiques, qui présentent les jeunes chômeurs comme des délinquants, des fainéants ou des profiteurs. Et quant au procédé qu'utilisent les quatre héros pour s'en sortir, Ken Loach ne s'en formalise pas : « Dans La Part des anges, j'autorise le vol parce que je considère qu'il ne lèse personne. »

## Distinctions

### Récompenses
- Festival de Cannes 2012 : Prix du Jury
- Festival de Saint-Sébastien 2012 : Prix du public

### Nominations
- Prix du cinéma européen 2012 : meilleur compositeur pour George Fenton
- César 2013 : César du meilleur film étranger